# UEFA 유로 2016 F조

다음은 UEFA 유로 2016 조별 리그 F조 경기 결과이다.

## 순위
| 팀         | 경기 | 승 | 무 | 패 | 득 | 실 | 차 | 승점 |
| ---------- | ---- | -- | -- | -- | -- | -- | -- | ---- |
| 헝가리     | 3    | 1  | 2  | 0  | 6  | 4  | +2 | 5    |
| 아이슬란드 | 3    | 1  | 2  | 0  | 4  | 3  | +1 | 5    |
| 포르투갈   | 3    | 0  | 3  | 0  | 4  | 4  | 0  | 3    |
| 오스트리아 | 3    | 0  | 1  | 2  | 1  | 4  | −3 | 1    |

## 경기

### 오스트리아 vs 헝가리
| 오스트리아 | 0 – 2  | 헝가리                      |
| ---------- | ------ | --------------------------- |
|            | 리포트 | 설러이 62′ · 슈티에베르 87′ |

### 포르투갈 vs 아이슬란드
| 포르투갈 | 1 – 1  | 아이슬란드          |
| -------- | ------ | ------------------- |
| 나니 31′ | 리포트 | B. 비아르드나손 50′ |

### 아이슬란드 vs 헝가리
| 아이슬란드                   | 1 – 1  | 헝가리                  |
| ---------------------------- | ------ | ----------------------- |
| G. 시귀르드손 40′ (페널티골) | 리포트 | 사에바르손 88′ (자책골) |

### 포르투갈 vs 오스트리아
| 포르투갈 | 0 – 0  | 오스트리아 |
| -------- | ------ | ---------- |
|          | 리포트 |            |

### 아이슬란드 vs 오스트리아
| 아이슬란드                          | 2 – 1  | 오스트리아 |
| ----------------------------------- | ------ | ---------- |
| 뵈드바르손 18′ · 트라우스타손 90+4′ | 리포트 | 쇠프 60′   |

### 헝가리 vs 포르투갈
| 헝가리                    | 3 – 3  | 포르투갈                  |
| ------------------------- | ------ | ------------------------- |
| 게러 19′ · 주자크 47′ 55′ | 리포트 | 나니 42′ · 호날두 50′ 62′ |

## 득점 선수
2골
- 나니
- 크리스티아누 호날두
- 주자크 벌라주

1골
- 비르키르 비아르드나손
- 길비 시귀르드손
- 욘 다디 뵈드바르손
- 아르드노르 잉그비 트라우스타손
- 알레산드로 쇠프
- 설러이 아담
- 슈티에베르 졸탄
- 게러 졸탄

1자책골
- 비르키르 마르 사에바르손 ( 헝가리와의 경기에서 자책골)

## 기타 기록
- 헝가리와  아이슬란드는 승점이 동률을 이루었으나, 승자승 원칙으로는 순위를 가릴 수 없어 골득실차에 따라 헝가리가 1위, 아이슬란드가 2위가 되었다.
- 포르투갈은 이번 대회에서 3무승부라는 무패로 조 3위를 기록하여 16강에 진출하였다. 이번 대회의 3무승부는 유일한 기록이다.
- 홈 복장이 빨강계열인 3팀 ( 포르투갈,  오스트리아,  헝가리)이 같은 조에서 만났다.
- 포르투갈은 2경기를 프랑스 동부에서 했다. ( 아이슬란드와의 경기는 생테티엔에서,  헝가리와의 경기는 리옹에서 경기했다.)
- 오스트리아는 2경기를 수도권에서 했다. ( 포르투갈과의 경기는 수도 파리에서,  아이슬란드와의 경기는 일드프랑스 생상드니 주 생드니에서 했다.)